# Tom Herron
Tom Herron   (Lisburn, 14 de desembre de 1948 - Portrush, 26 de maig de 1979) fou un pilot de motociclisme nord-irlandès que va competir al campionat del món entre 1970 i 1979. Nascut a Lisburn, al comtat d'Antrim d'Irlanda del Nord, Herron era especialista en circuits urbans com ara el del TT de l'illa de Man i el del North West 200. Fou justament en aquest darrer on trobà la mort el 1979, durant una cursa fatídica en què, a part d'ell, hi moriren dos pilots més.

## Carrera esportiva
Herron va començar a competir el 1965 en nombroses curses per tot Irlanda i va anar acumulant experiència. El 1970 va guanyar la seva primera cursa important, la de 350cc del North West 200. Després de guanyar el campionat d'Irlanda de 350cc de 1973 va debutar al campionat del món, on va córrer durant anys com a pilot privat contra els rivals dels diversos equips de fàbrica. Herron destacava pel seu casc integral, pintat amb els colors de la bandera d'Irlanda: fons verd amb franges blanca i carbassa, amb un trèvol dibuixat al davant. També la seva granota de curses era totalment verda amb rivets blancs i carbasses. Durant aquella època va conèixer i finalment es va casar amb Andrea, germana del pilot de Norton Peter Williams. El matrimoni va tenir dues filles bessones, Kim i Zoë.
La temporada de 1976, Herron va guanyar la darrera cursa Senior TT al TT de l'Illa de Man (la FIM va retirar definitivament la prova del calendari del mundial a finals d'any) i va acabar quart als mundials de 250cc i 350cc. El 1977 va ser subcampió del món de 350cc darrere del pilot de fàbrica de Yamaha Takazumi Katayama. El 1978 va reforçar la seva posició com un dels millors privats del mundial en obtenir el cinquè i el sisè lloc respectivament als campionats de 250cc i 350cc.

### La temporada de 1979
De cara a la temporada de 1979, finalment va aconseguir la seva gran oportunitat en entrar a l'equip Texaco Heron Suzuki, amb suport de fàbrica, per a participar al mundial de 500cc al costat del doble campió del món de la categoria Barry Sheene i de Steve Parrish.
La temporada va començar bé per a ell, amb un tercer lloc a Veneçuela i a Itàlia i un quart a Àustria, cosa que el va situar en la tercera posició del campionat després de tres Grans Premis. A la quarta cursa, el Gran Premi d'Espanya, va caure als entrenaments i es va trencar el polze dret, a més de patir cremades de tercer grau, i no va poder córrer. Va acabar la temporada en desè lloc.

#### Mort
Després del GP d'Espanya, Herron va tornar a casa per a competir a la North West 200, on, l'any anterior, havia guanyat dues curses i establert un rècord de volta de 127,63 mph. El seu rècord encara és vigent a causa de les modificacions realitzades al traçat des d'aleshores.
La North West 200 de 1979 és recordada com al "Black Saturday" pel fet que es va cobrar la vida de tres participants: l'escocès Brian Hamilton, el nord-irlandès Frank Kennedy, que va morir a causa de les ferides mesos després, i el mateix Herron. A l'última volta de l'última cursa, Herron, que havia estat lluitant per la tercera posició amb Jeff Sayle, Steve Parrish i Greg Johnstone, es va estavellar a Juniper. Es va morir més tard a l'hospital de Coleraine i va ser enterrat al cementiri de l'Església presbiteriana de Leitrim.

## Resultats al Mundial de motociclisme
Barem de puntuació de 1969 a 1987:
| Posició | 1  | 2  | 3  | 4 | 5 | 6 | 7 | 8 | 9 | 10 |
| Punts   | 15 | 12 | 10 | 8 | 6 | 5 | 4 | 3 | 2 | 1  |

(Ids. Grans Premis | Llegenda) (Curses en negreta indiquen pole; curses en  itàlica indiquen volta ràpida)
| Any  | Categoria | Equip  | 1      | 2      | 3     | 4      | 5      | 6      | 7      | 8     | 9     | 10     | 11     | 12     | 13    | Punts | Posició | Victòries |
| ---- | --------- | ------ | ------ | ------ | ----- | ------ | ------ | ------ | ------ | ----- | ----- | ------ | ------ | ------ | ----- | ----- | ------- | --------- |
| 1970 | 250cc     | Yamaha | GER -  | FRA -  | YUG - | IOM 13 | NED -  | BEL -  | DDR -  | CZE - | FIN - | ULS -  | NAT -  | ESP -  |       | 0     | –       | 0         |
| 1970 | 350cc     | Yamaha | GER -  |        | YUG - | IOM NC | NED -  |        | DDR -  | CZE - | FIN - | ULS -  | NAT -  | ESP -  |       | 0     | –       | 0         |
| 1971 | 350cc     | Yamaha | AUT -  | GER -  | IOM - | NED -  |        | DDR -  | CZE -  | SWE - | FIN - | ULS 9  | NAT -  | ESP -  |       | 2     | 49è     | 0         |
| 1971 | 500cc     | Seeley | AUT -  | GER -  | IOM - | NED -  | BEL -  | DDR -  |        | SWE - | FIN - | ULS 7  | NAT -  | ESP -  |       | 4     | 34è     | 0         |
| 1972 | 250cc     | Yamaha | GER -  | FRA -  | AUT - | NAT -  | IOM NC | YUG -  | NED -  | BEL - | DDR - | CZE -  | SWE -  | FIN -  | ESP - | 0     | –       | 0         |
| 1972 | 350cc     | Yamaha | GER -  | FRA -  | AUT - | NAT -  | IOM NC | YUG -  | NED -  |       | DDR - | CZE -  | SWE -  | FIN -  | ESP - | 0     | –       | 0         |
| 1973 | 250cc     | Yamaha | FRA -  | AUT -  | GER - |        | IOM 9  | YUG -  | NED -  | BEL - | CZE - | SWE -  | FIN -  | ESP -  |       | 2     | 39è     | 0         |
| 1973 | 350cc     | Yamaha | FRA -  | AUT -  | GER - | NAT -  | IOM NC | YUG -  | NED -  |       | CZE - | SWE -  | FIN -  | ESP -  |       | 0     | –       | 0         |
| 1974 | 250cc     | Yamaha |        | GER -  |       | NAT -  | IOM 4  | NED 6  | BEL 8  | SWE - | FIN - | CZE -  | YUG 8  | ESP -  |       | 14    | 14è     | 0         |
| 1974 | 350cc     | Yamaha | FRA -  | GER -  | AUT - | NAT -  | IOM 4  | NED -  |        | SWE - | FIN - |        | YUG 9  | ESP -  |       | 10    | 22è     | 0         |
| 1974 | 500cc     | Yamaha | FRA -  | GER -  | AUT - | NAT -  | IOM 15 | NED -  | BEL -  | SWE 9 | FIN - | CZE -  |        |        |       | 2     | 31è     | 0         |
| 1975 | 250cc     | Yamaha | FRA 9  | ESP 7  |       | GER -  | NAT 7  | IOM NC | NED -  | BEL - | SWE - | FIN 10 | CZE -  | YUG 6  |       | 16    | 13è     | 0         |
| 1975 | 350cc     | Yamaha | FRA -  | ESP -  | AUT - | GER -  | NAT -  | IOM 3  | NED -  |       |       | FIN -  | CZE 4  | YUG 4  |       | 26    | 9è      | 0         |
| 1975 | 500cc     | Yamaha | FRA -  |        | AUT 8 | GER -  | NAT -  | IOM 21 | NED -  | BEL - | SWE - | FIN -  | CZE -  |        |       | 3     | 34è     | 0         |
| 1976 | 250cc     | Yamaha | FRA 21 |        | NAT 7 | YUG 2  | IOM 1  | NED 7  | BEL 10 | SWE 6 | FIN 5 | CZE 6  | GER 14 | ESP 13 |       | 47    | 4t      | 1         |
| 1976 | 350cc     | Yamaha | FRA 9  | AUT 6  | NAT 5 | YUG 5  | IOM 26 | NED 7  |        |       | FIN 3 | CZE 3  | GER -  | ESP 9  |       | 41    | 4t      | 0         |
| 1976 | 500cc     | Yamaha | FRA -  | AUT 12 | NAT - |        | IOM 1  | NED -  | BEL 12 | SWE 9 | FIN - | CZE -  | GER -  |        |       | 17    | 13è     | 1         |
| 1977 | 250cc     | Yamaha | VEN 6  | GER 7  | NAT 4 | ESP 7  | FRA 7  | YUG 3  | NED 10 | BEL 9 | SWE 7 | FIN 5  | CZE 5  | GBR -  |       | 54    | 5è      | 0         |
| 1977 | 350cc     | Yamaha | VEN 5  | GER 6  | NAT - | ESP -  | FRA 7  | YUG 4  | NED 4  |       | SWE 6 | FIN 4  | CZE 2  | GBR -  |       | 56    | 2n      | 0         |
| 1978 | 250cc     | Yamaha | VEN -  | ESP 8  |       | FRA 5  | NAT 4  | NED -  | BEL -  | SWE 5 | FIN 8 | GBR 2  | GER 3  | CZE -  | YUG - | 48    | 6è      | 0         |
| 1978 | 350cc     | Yamaha | VEN -  |        | AUT - | FRA 4  | NAT -  | NED 6  |        | SWE 5 | FIN 3 | GBR 2  | GER 5  | CZE 8  | YUG - | 50    | 5è      | 0         |
| 1978 | 500cc     | Suzuki | VEN -  | ESP -  | AUT - | FRA -  | NAT -  | NED -  | BEL 9  | SWE - | FIN - | GBR -  | GER -  |        |       | 2     | 26è     | 0         |
| 1979 | 500cc     | Suzuki | VEN 3  | AUT 4  | GER - | NAT 3  | ESP -  | YUG -  | NED -  | BEL - | SWE - | FIN -  | GBR -  | FRA -  |       | 28    | 10è     | 0         |